# Thomas Zeng Jingmu
Thomas Zeng Jingmu (chiń. 曾景牧; pinyin Zēng Jǐngmù; ur. 3 września 1920, zm. 2 kwietnia 2016) – chiński duchowny rzymskokatolicki, biskup diecezji Yujiang (1988–2012).

## Życiorys
Urodził się w Chinach. 25 marca 1949 przyjął święcenia kapłańskie. W okresie rewolucji kulturalnej w Chinach był represjonowany i wielokrotnie aresztowany. 13 stycznia 1990 potajemnie przyjął sakrę biskupią. Na emeryturę przeszedł w 2012. Od 2000  był również członkiem zakonu dominikanów.